# مطبخ جرينلاندي

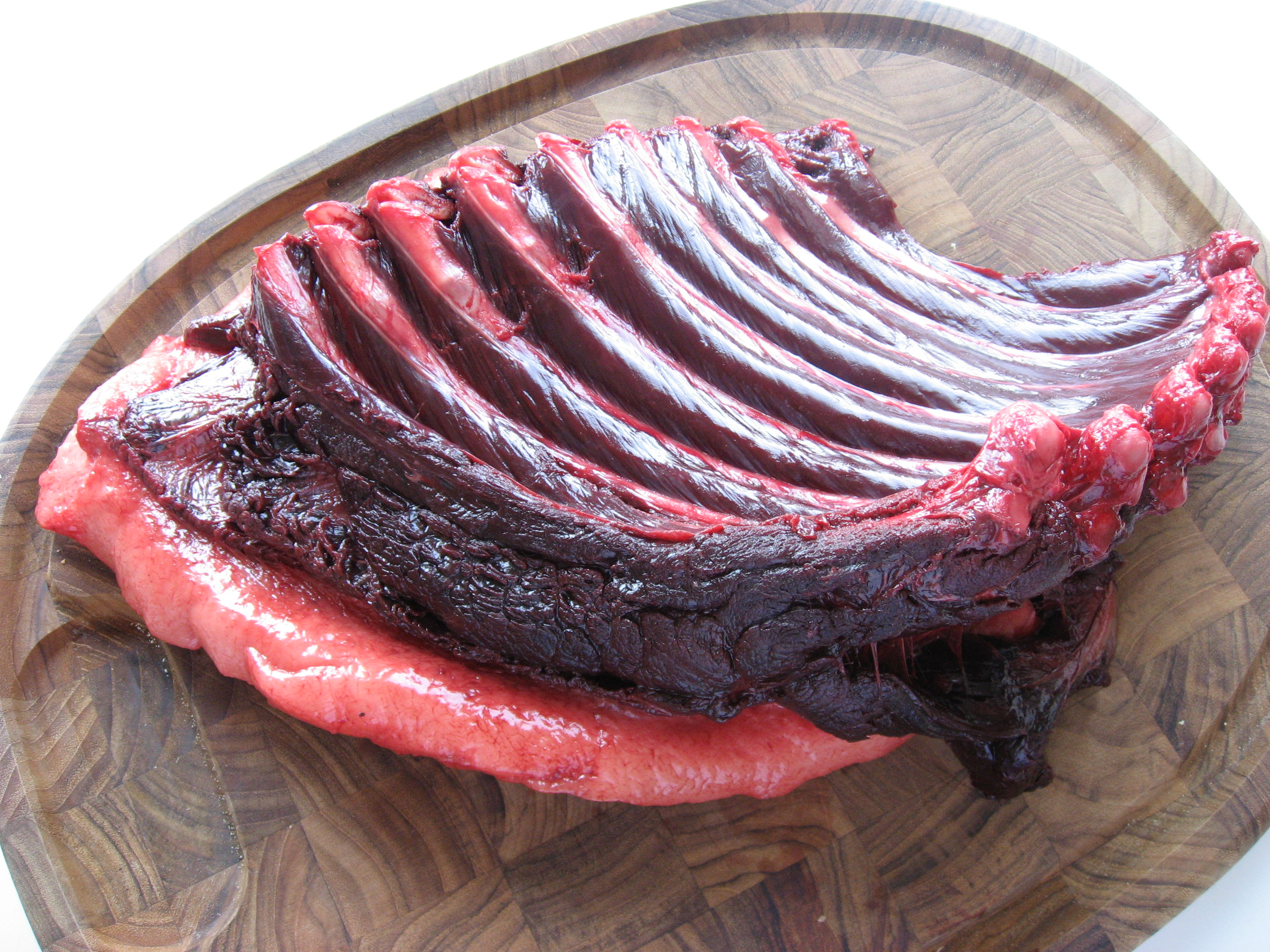
فقمة قيثارية (Pagophilus groenlandicus) لحم الفقمة، في أبرناويك، جرينلاند

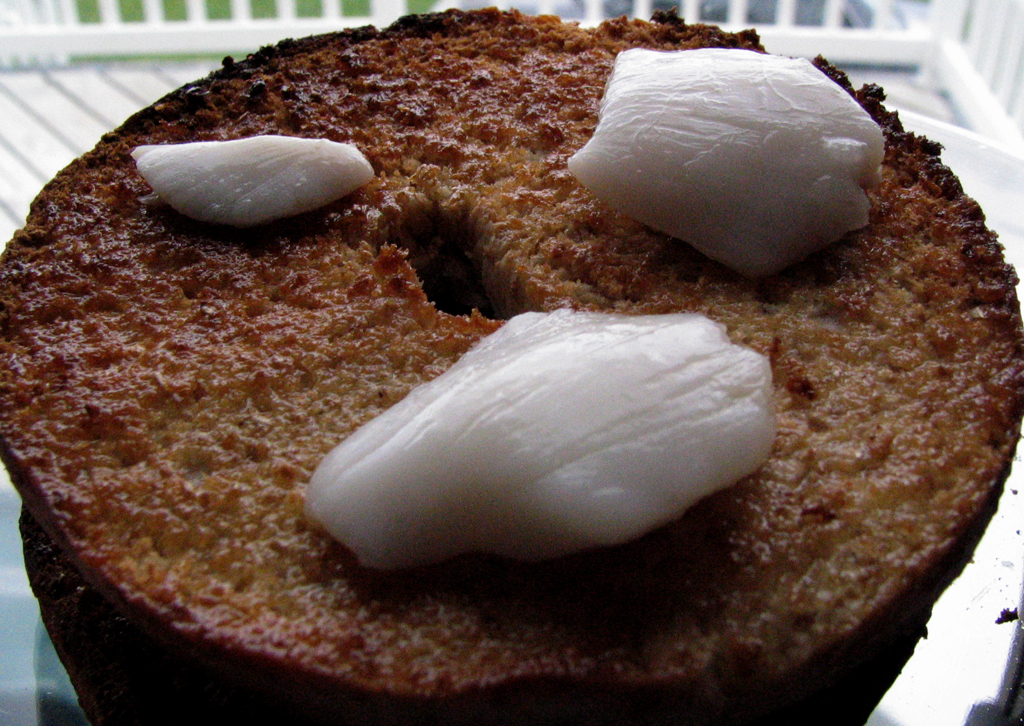
سمك الهلبوت الجرينلاندي على خبز محمص

يعتمد المطبخ الجرينلاندي تقليدياً على لحوم الثدييات البحرية والطيور والأسماك، ويحتوي عادةً على مستويات عالية من البروتين. منذ الاستعمار ووصول التجارة الدولية، تأثر المطبخ بشكل متزايد بالمطبخ الدنماركي والبريطاني والأمريكي والكندي. خلال فصل الصيف عندما يكون الطقس أكثر اعتدالاً، غالباً ما تناول السكّان وجبات الطعام في الهواء الطلق.

## الطبق الوطني
الطبق الوطني لجرينلاند هو سواسات، وهو حساء جرينلاندي تقليدي. غالباً ما يتم تصنيعه من الفقمة أو من الحيتان أو الرنة أو الطيور البحرية. غالباً ما يشتمل الحساء على البصل والبطاطس، ويتم تتبيله ببساطة بالملح والفلفل أو ورق الغار. وغالباً ما يتم تكثيف الحساء بالأرز، أو عن طريق نقع الشعير في الماء طوال الليل حتى تتسرب النشويات إلى الماء. وهو أيضاً طعام تقليدي للإنويت.

## المأكولات البحرية

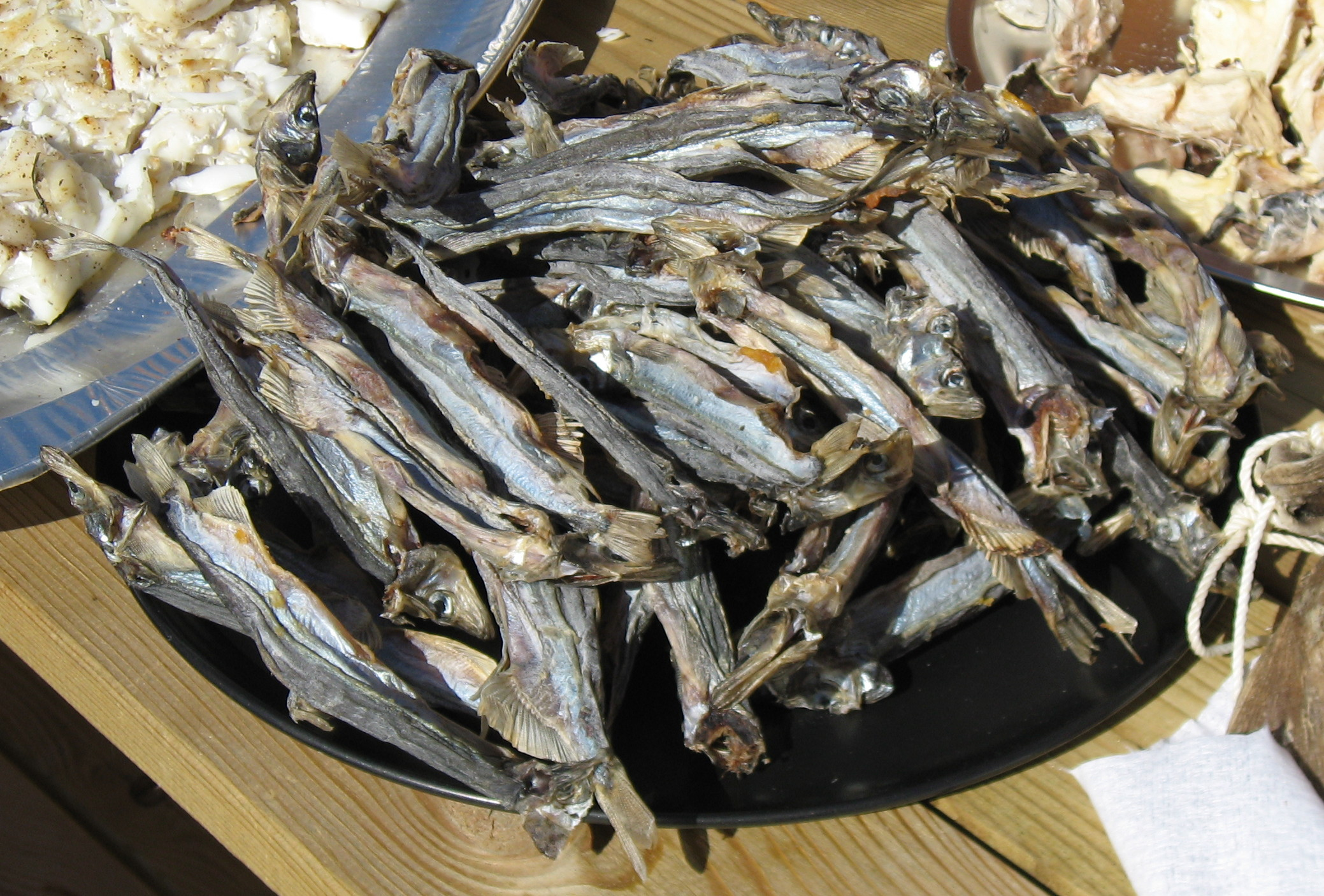
الكبلين المجفف (Malotus villosus) أو أماسات

نظراً لأن غالبية جرينلاند مغطاة بالأنهار الجليدية الدائمة، فإن البحر هو مصدر معظم الغذاء. تشمل أطباق المأكولات البحرية الأسماك المتنوعة (المدخنة غالباً)، وبلح البحر، والجمبري. عادة ما يتم تناول الكبلين  ويمكن تجفيفه بسهولة. يتم صيد سمك الهلبوت الأطلسي، والسمك الأحمر، والسمك الأحمر في المياه العميقة، وسمك الهلبوت الجرينلاندي، والأسماك المقطوعة من الساحل الغربي، وكذلك سمك القد الجرينلاندي ( Gadus ogac ) وsculpin قصير القرون (Myoxocephalus scorpius)، ولكن يتم تناول هذين النوعين فقط كملاذ أخير. يتم صيد سمك شار القطب الشمالي قبالة الساحل الشرقي. نادراً ما يتم تناول قرش جرينلاند (Somniosus microcephalus) لأنه سام ولكن يمكن أن يكون صالحاً للأكل بعد تحضير معقد  إما لغلي اللحم بشكل متكرر أو تخمير اللحم.
أدى الاحتباس الحراري إلى تغيير هجرة سمك القد الأطلسي، مما سمح بالصيد التجاري قبالة الساحل الشرقي لجرينلاند. يمكن أن يخلق الجليد المنجرف مشاكل أثناء موسم الصيد. يوجد مصنعان كبيران لتجهيز الأسماك والجمبري في جرينلاند.
توفر الثدييات البحرية عناصر أساسية مهمة للنظام الغذائي في جرينلاند. تخصص الإنويت التقليدي هو موكتوك، وهو مصطلح جرينلاندي يشير إلى جلد حريش البحر الخام أو الحوت الأبيض. يمكن تحضير ماتاك باستخدام الدهن ولحم الرنة المجفف أحيانًا. عند تناوله نيئًا، يعتبر الموكتوك مصدراً مهماً لفيتامين سي. كان صيد الفقمة ذات القلنسوة تقليدياً حدثاً اجتماعياً سنوياً مهماً بالإضافة إلى نشاط معيشي يشمل الرجال والنساء والأطفال. ومن الشائع أيضاً تناول لحم الحوت المدخن أرفيفيك أو الحوت المقوس مع البصل والبطاطس. يعد سمك القد المجفف والحوت مع دهن الحوت من وجبات الغداء والوجبات الخفيفة الشهيرة. يتم اصطياد الفقمات الملتحية والحلقية على مدار العام، خاصة بواسطة الإنويت القطبي، بينما يتم اصطياد كركدن البحر والحيتان البيضاء خلال فصل الصيف. يعد صيد الحيتان من قبل السكان الأصليين أمراً قانونياً، لكن بعض منظمات حقوق الحيوان تشعر بالقلق بشأن صيد الحيتان التجاري في جرينلاند، حيث تقوم شركة واحدة، وهي شركة Arctic Green Food، بتجميد وتوزيع ربع لحوم الحيتان في جرينلاند.

## اللحوم
تشمل الأطباق البرية الرنة ولحم الضأن ولحم الضأن وثور المسك، والتي يمكن تقديمها بالرز. تم إدخال تربية الأغنام وتربية الماشية إلى جرينلاند بواسطة الإسكندنافيين. يتم اصطياد الرنة في الخريف، والثعالب والأرانب البرية على مدار السنة، وثيران المسك في الربيع، والدب القطبي في الربيع والخريف. يمكن سلق اللحوم، أو تجفيفها، أو تجميدها، أو تخميرها، أو تناولها نيئة في بعض الأحيان. يتم استهلاك كبد الرنة نيئاً مباشرة بعد الصيد.

## الطيور
هناك 21 نوعًا من الطيور التي يمكن صيدها بشكل قانوني في جرينلاند، على الرغم من وجود قيود مختلفة (المنطقة أو الفترة أو الأعداد أو الطريقة) للعديد منها. الربيع إلى الخريف هو الموسم الأساسي لصيد الطيور. من بين أمور أخرى، يصطاد الإنويت في جرينلاند الحمام، وعيد الفصح العادي والملك، وطائر الترمجان، والمور سميك المنقار، ومجموعة متنوعة من طيور النورس البحرية . بالإضافة إلى ذلك، يتم اصطياد كيتيواكي وطائر الترمجان على الساحل الشرقي. في بعض الأحيان يقوم الصيادون بجمع البيض البري.

## النباتات

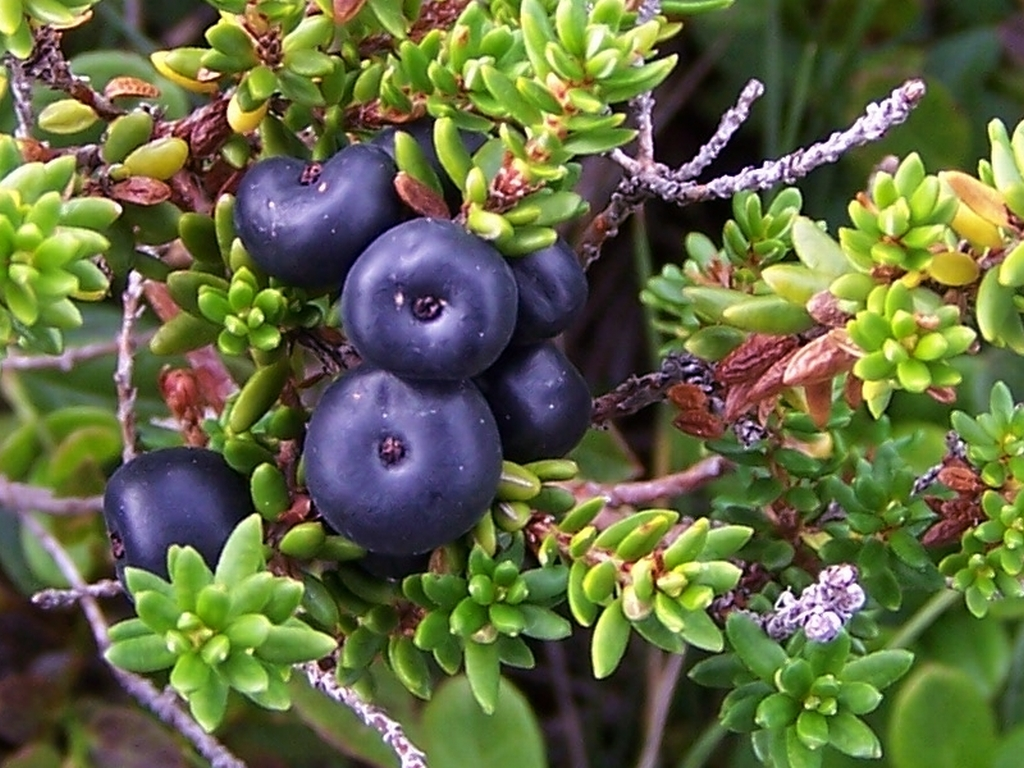
التوت البري (حجرية سوداء الثمر)

التوت الأزرق والتوت البري، يتم حصاده في الخريف، غالباً ما يُزين الكعك والحلويات الأخرى. كومبوت التوت يرافق أطباق اللحوم على المائدة الجرينلاندية. يتم تخزين الأعشاب البحرية كغذاء احتياطي لفصل الشتاء. خلال فصل الصيف، يتم جمع أوراق نبات الورد (Sedum rosea)، والأعشاب النارية (Epilobium)، ونبات قملة جرينلاند (Pedcularis groenlandica). الخضراوات الخضراء نادرة، لكن تغير المناخ العالمي أدى إلى تمديد موسم النمو قليلاً، لذلك يقوم المزارعون في جرينلاند بتجربة محاصيل جديدة، مثل البروكلي. يعتبر الأرز والبطاطس من النشويات الشائعة في الوجبات. كما يوجد البصل عادة في الوجبات.

## المشروبات

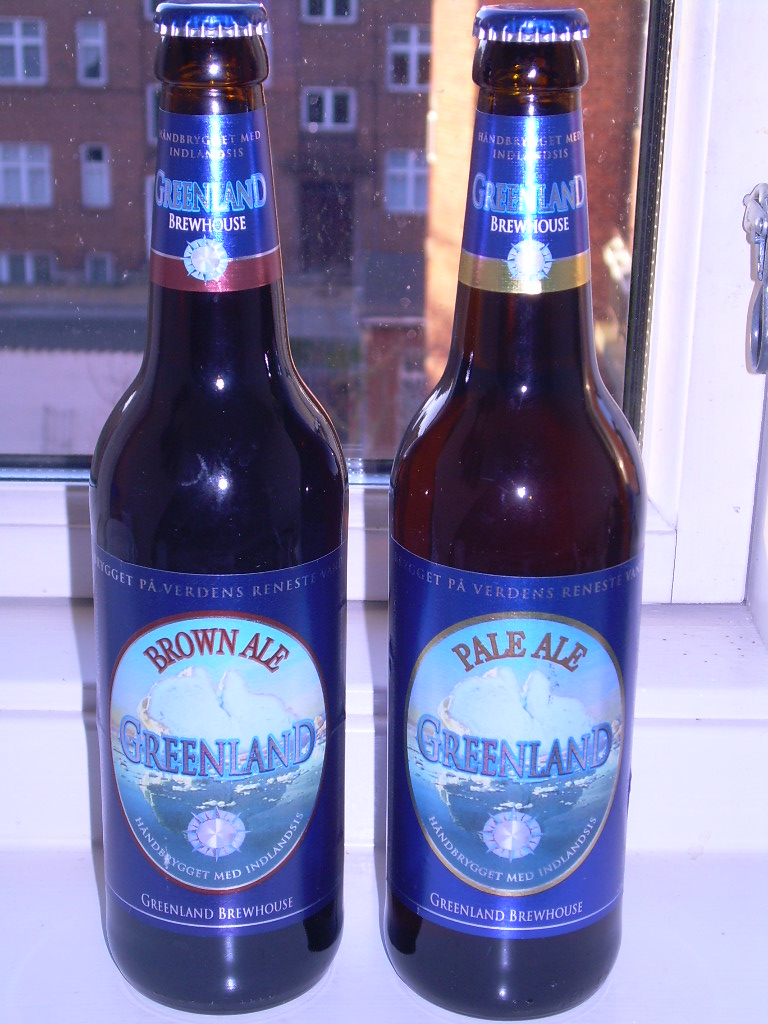
جرينلاند بروهاوس الجعة البنية

تعتبر القهوة الجرينلاندية مشروباً شهيراً بعد العشاء. يتميز عادةً بالقهوة الساخنة والويسكي والكحلا وغراند مارنييه والكريمة المخفوقة. يتم تقديم القهوة في كأس بوردو، ويتم إشعال النار فيها قبل شربها.
الجعة المثلجة، التي تتميز بجليد القطب الشمالي الطبيعي الذي يبلغ عمره 2000 عام والمحصود من الأنهار الجليدية، كانت رائدة في مصنع جعة جرينلاند في نارساك. حاليا, Godthaab Bryghus, في نوك،  و Icefiord Bryghus, في إيلوليسات، يتم تخميرها بالمياه الجليدية. ويتم تخمير كل من التوت البري والأنجيليكا في البيرة في مصنع الجعة Icefiord.
حتى عام 1954، كانت مبيعات الكحول مقيدة بشدة في جرينلاند، لذلك أصبحت صناعة الجعة المنزلية شائعة على نطاق واسع.

## الأسواق

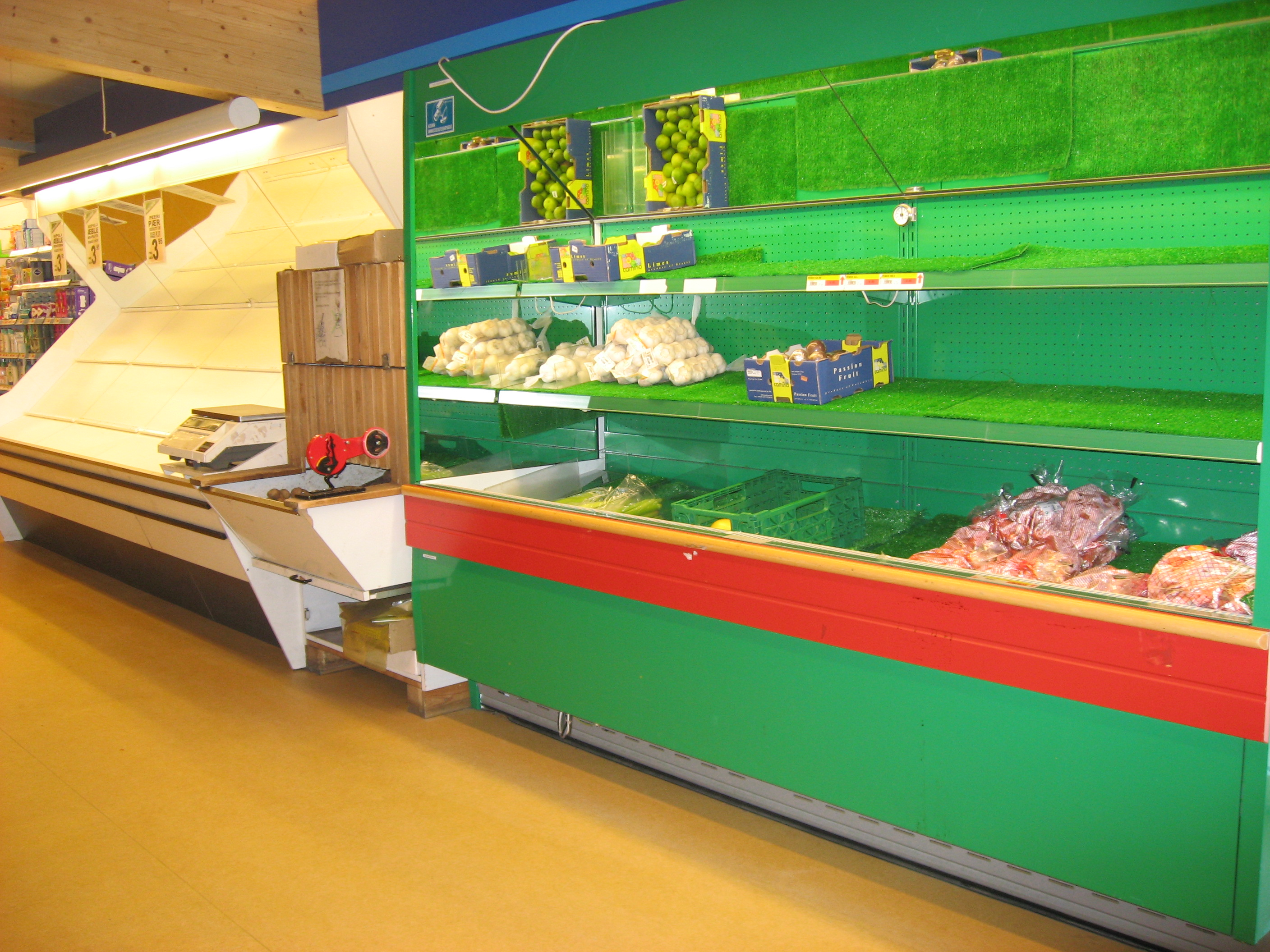
قسم الإنتاج في متجر البقالة الوحيد في أبرناويك، وهي بلدة تقع في شمال غرب جرينلاند

شكلت الأطعمة الحيوانية معظم النظام الغذائي للإنويت في جرينلاند حتى عام 1980 تقريباً (ولا تزال موجودة حتى اليوم في بعض المناطق)، لكن محلات البقالة توفر الآن القهوة والشاي والبسكويت ورقائق البطاطس وغيرها من الأطعمة. اعتماداً على الموقع، يختلف تنوع الفواكه والخضروات الطازجة كثيرًا خلال العام. وفي العاصمة نوك، يكون التنوع أعلى بكثير وأكثر اتساقاً على مدار العام منه في المجتمعات العمرانية الأصغر حجماً والأكثر عزلة في الشمال. وفي المناطق الأكثر عزلة، تعتمد الإمدادات على الغطاء الجليدي ويمكن تسليمها عادةً عن طريق السفن خلال فصل الصيف (تقريباً من مايو إلى نوفمبر، ولكنها تختلف اعتماداً على الموقع المحدد) حيث يكون التنوع أفضل في الغالب مما هو عليه في فترة الشتاء، حيث تكون الخضروات والفواكه فقط يمكن تسليمها بالطائرة.